# (33157) Pertile
33157 Pertile (1998 DF20) es un asteroide del cinturón de asteroides descubierto el 24 de febrero de 1998 por Petr Pravec en el Observatorio de Ondřejov.